# زیلوفون
زیلوفون (Xylophone) سازی از خانواده سازهای کوبه‌ای و احتمالاً با ریشهٔ اندونزیایی است. این ساز در زبان یونانی به معنای «آوای چوبی» است. زیلوفون دارای قطعه‌هایی چوبی با طول‌های مختلف است که نت‌های گوناگون را اجرا می‌کند.

## نگارخانه

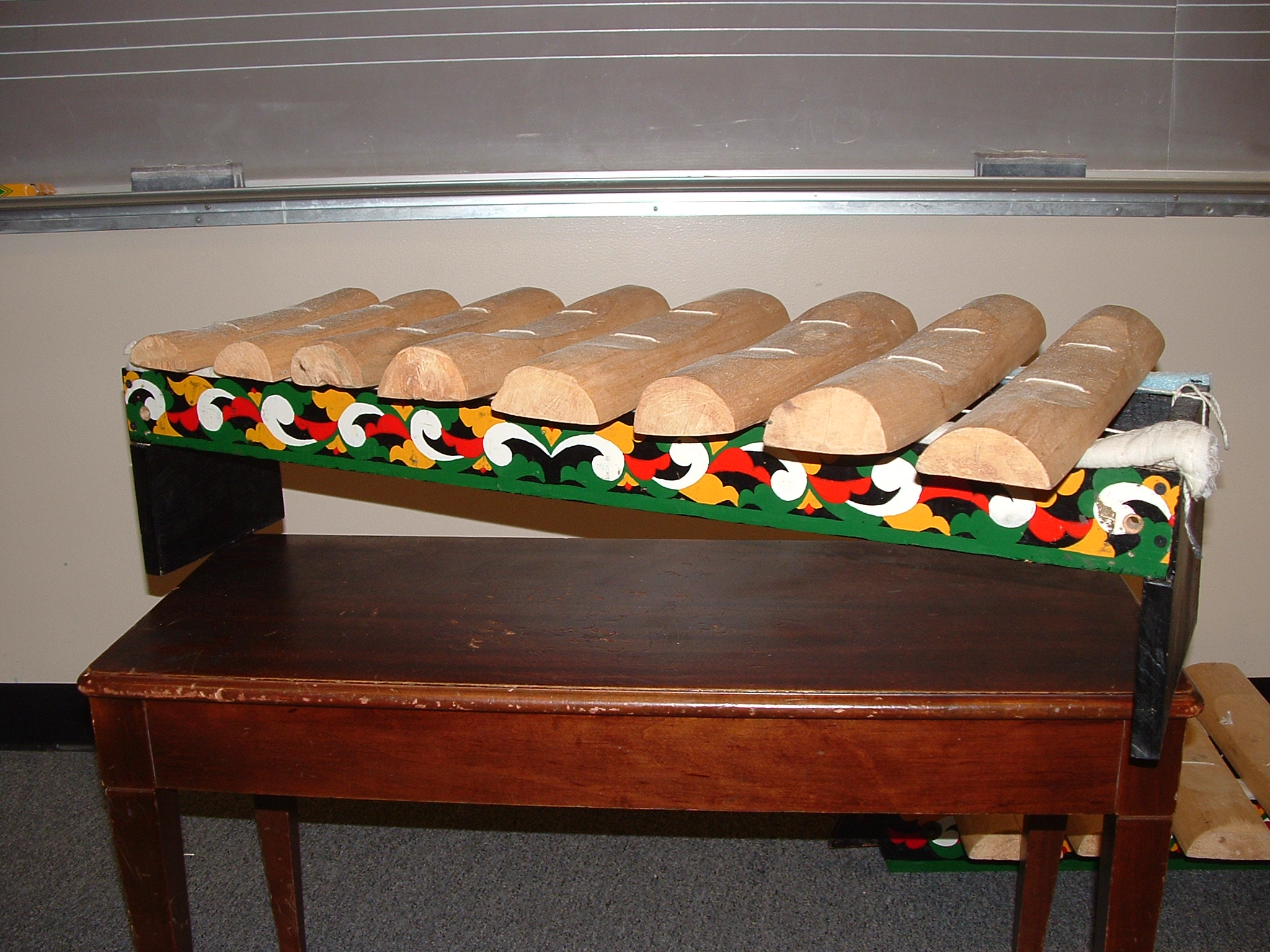
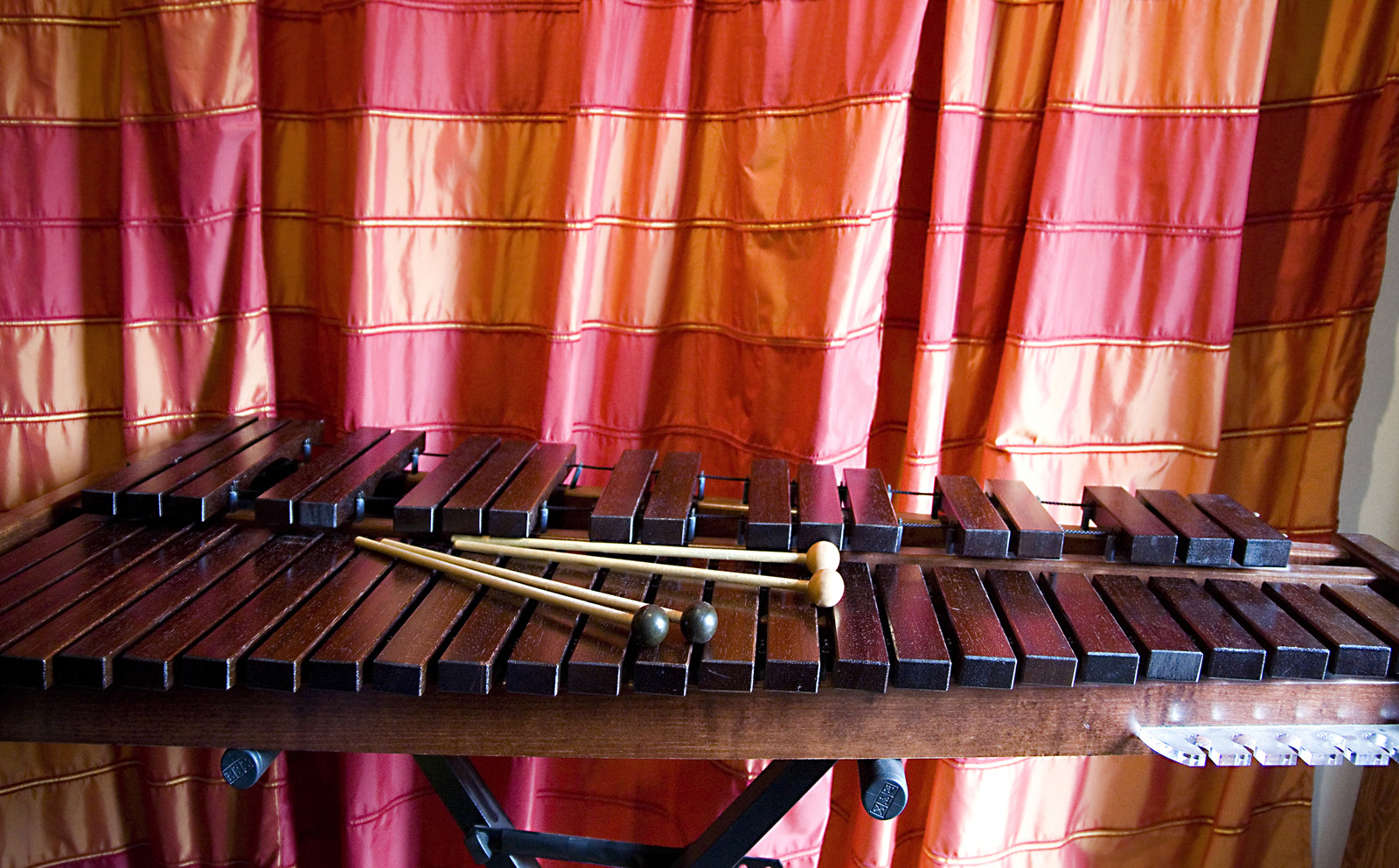
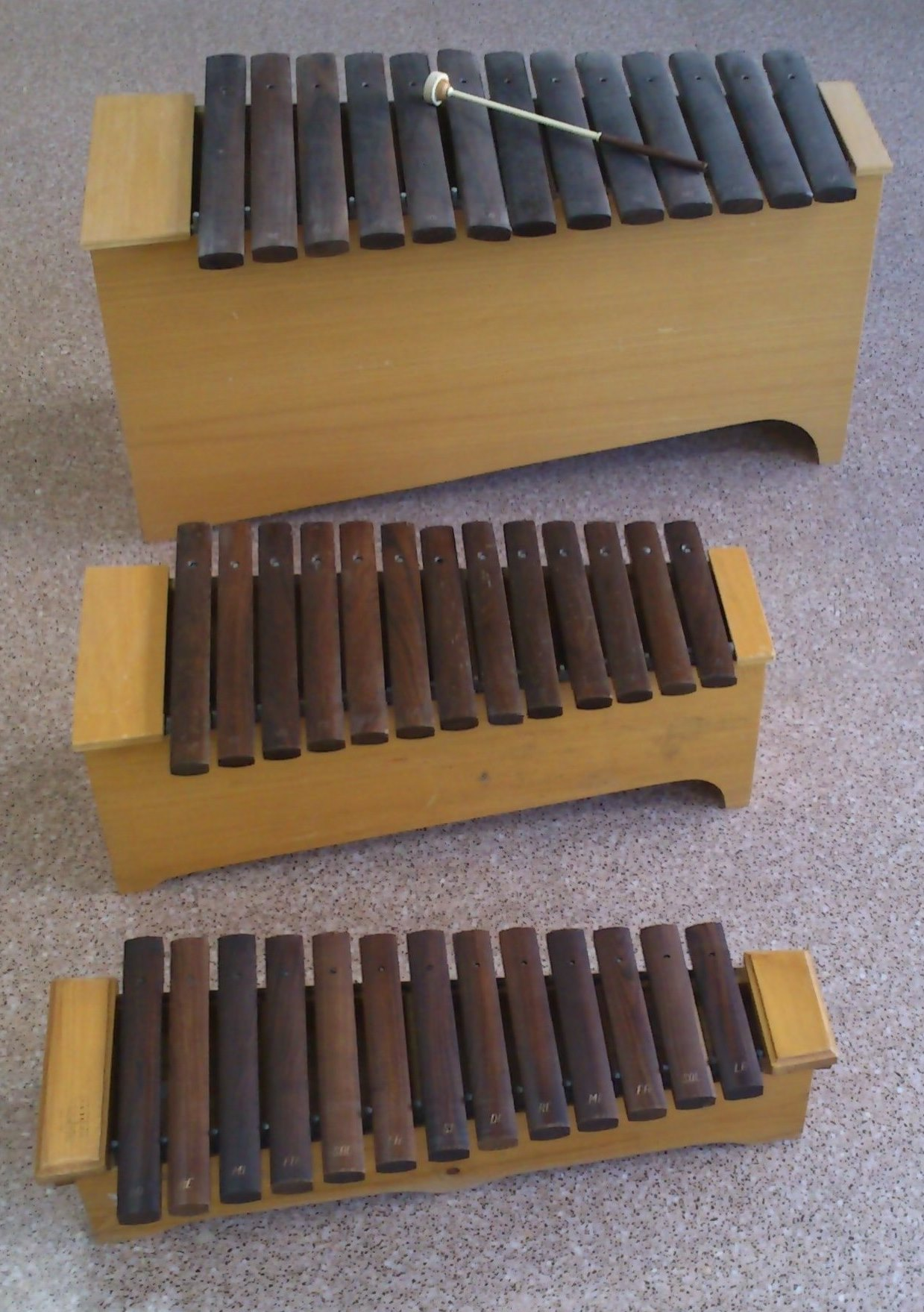
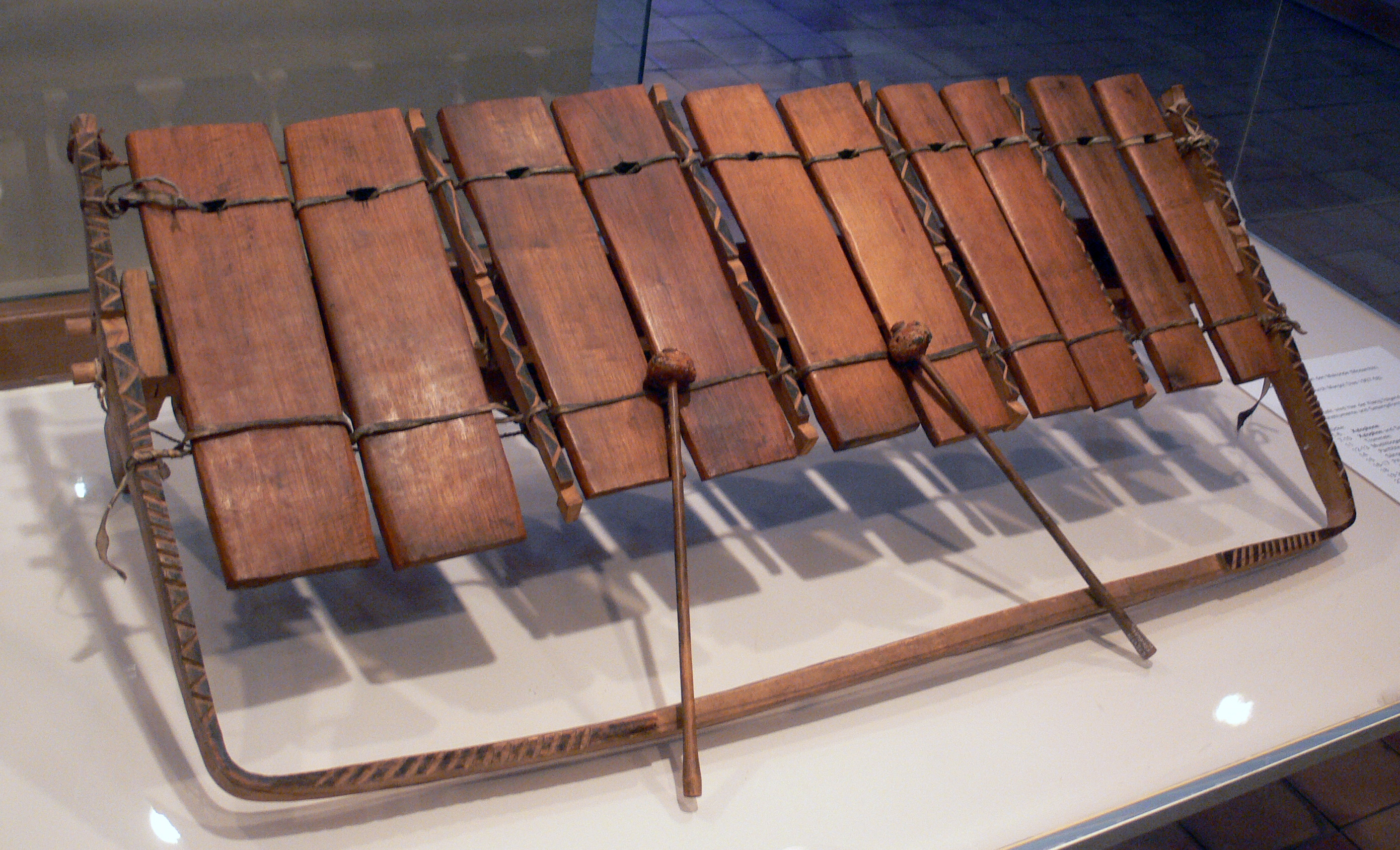
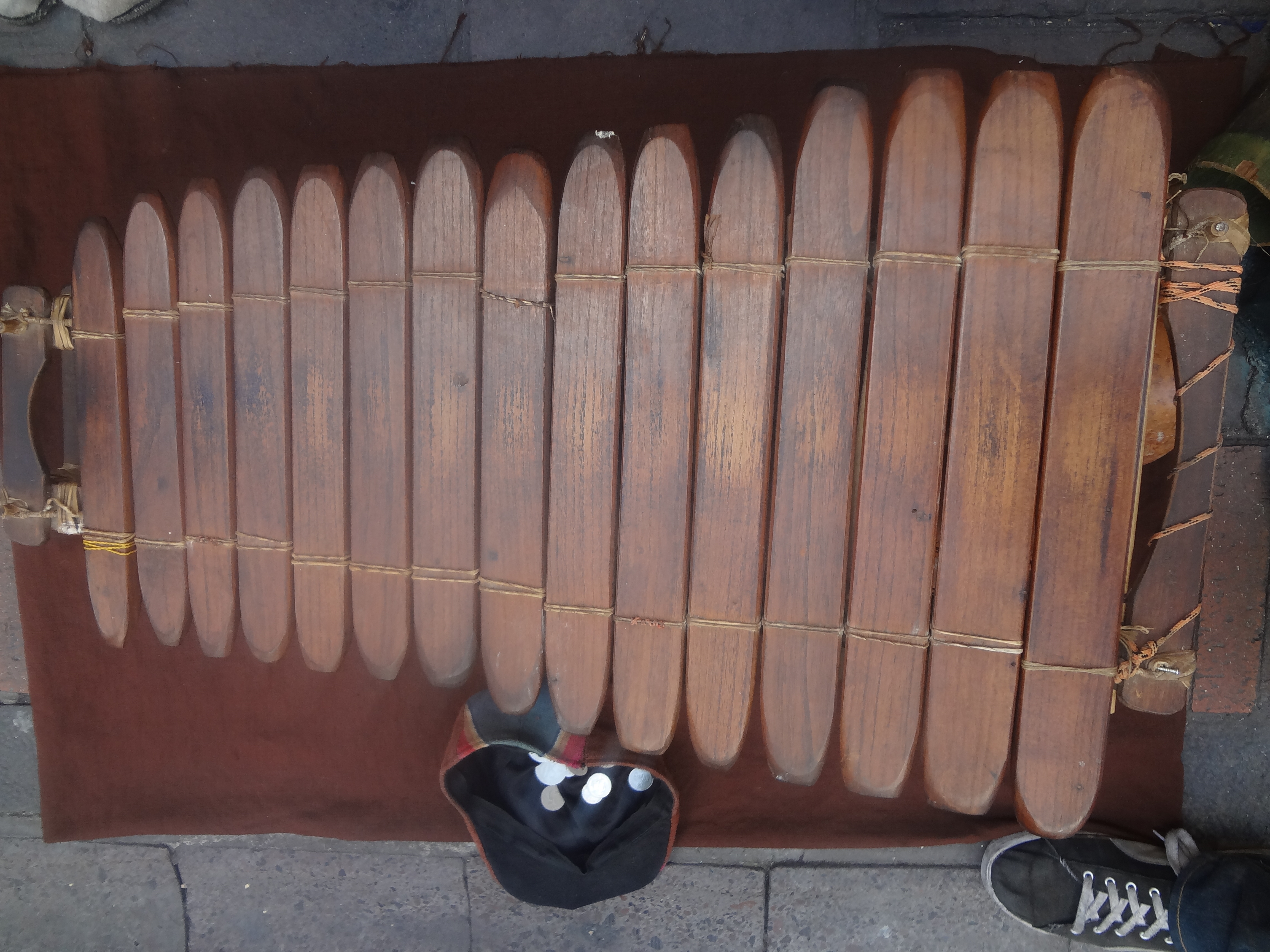